# Itch.io
itch.io é um site para usuários hospedarem, venderem e baixarem jogos eletrônicos indies. Lançado em março de 2013 por Leaf Corcoran, o serviço possui quase 100 mil jogos e itens desde Fevereiro de 2018.

## História
Em 3 de março de 2013, a Leaf Corcoran publicou uma entrada de blog no site leafo.net detalhando o que seria o site, com um modelo Pague-quanto-quiser. Em uma entrevista com Rock, Paper, Shotgun, Corcoran disse que a ideia original não era uma loja, mas sim um lugar para "criar uma página inicial personalizada para jogos".
Em junho de 2015, o serviço hospedava mais de 15.000 jogos e programas.
Em dezembro de 2015, o serviço anunciou o lançamento de uma aplicação desktop para instalar jogos e outros conteúdos. Ele foi lançado com suporte simultâneo para Windows, macOS e Linux. Hoje, a aplicação Itch é recomendada como "a melhor maneira de jogar seus jogos itch.io".

## Rendimento
O desenvolvedor pode cobrar dinheiro pelos jogos que eles lançam na plataforma, e em maio de 2015, os desenvolvedores foram pagos US$ 51.489 pelo itch.io. Por padrão, o site recebe 10% de cada venda,, mas o desenvolvedor pode escolher quanto dinheiro o site receberá por compra. O desenvolvedor pode definir o preço mais baixo para o jogo (inclusive grátis) e o cliente pode pagar acima desse valor mínimo, se eles gostam do jogo que estão comprando. A criptomoeda bitcoin pode ser usada para comprar coisas no site.